# William Montgomery Thomson
Sir William Montgomery Thomson KCMG, CB, MC (* 2. Dezember 1877; † 23. Juli 1963) war ein britischer Offizier, zuletzt Generalleutnant im Ersten Weltkrieg. Er löste als Kommandeur der britischen Expeditionsstreitkräfte in Nordpersien Lionel Dunsterville ab und festigte 1918 die zeitweilige britische Kontrolle über Baku durch Truppen der British Indian Army und die dortigen Ölfelder bis Kriegsende.
Von 1927 bis 1931 war er Oberbefehlshaber der 51st (Highland) Division und 1939 bis 1947 Colonel of the Regiment der Seaforth Highlanders.